# Harry E. Humphrey
Harry Ervin Humphrey (ur. 15 grudnia 1873 w San Francisco, zm. 1 kwietnia 1947, hrabstwo Los Angeles) – amerykański spiker, lektor radiowy i filmowy oraz aktor.

## Biografia
W latach 90. XIX wieku Thomas Edison wybrał Harry’ego E. Humphreya do pracy nad swoimi wczesnymi zapisami fonograficznymi. Później, gdy Edison założył firmę Edison Phonograph Company i rozpoczął pracę nad komercyjnymi nagraniami głosu, Humphrey pracował z wynalazcą w jego laboratorium w South Orange w stanie New Jersey.
Był także lektorem nagrań firm fonograficznych „Victor Talking Machine Company” (1913–1925) czy „Columbia Records” (1913–1926). Był lektorem ośmiogodzinnej produkcji filmowej „Fotodrama stworzenia”, wyprodukowanej przez Towarzystwo Strażnica w latach 1912–1913, na potrzeby której dokonano 96 krótkich nagrań dźwiękowych. W roku 1916 nagrał 50 krótkich wykładów Charlesa T. Russella wydanych razem z pieśniami religijnymi w cyklu zatytułowanym „The Angelophone Hymns”. Jego nagrania dźwiękowe zawierały znane wiersze, słynne przemówienia (jak np. mowę Lincolna wygłoszoną w Gettysburgu), towarzyszące nagraniom muzycznym teksty je objaśniające czy też nagrania służące do nauki języków. Jego kariera jako lektora załamała się po roku 1925 gdy wprowadzono elektroniczny zapis i odczyt nagrań.
Jako aktor zagrał w filmach: Dick Tracy's G-Men (1939), Along the Rio Grande (1941) oraz Law and Order (1940).

## Filmografia
- 1939 – Within the Law – duchowny (niewymieniony w czołówce)
- 1939 – Society Lawyer – Connelly (niewymieniony)
- 1939 – Dick Tracy's G-Men – Stover [Chs. 1, 13]
- 1940 – Laddie – służący (niewymieniony)
- 1940 – Edison – makler (niewymieniony)
- 1940 – You're Not So Tough – pierwszy zbieracz (niewymieniony)
- 1940 – Law and Order – Cal Dixon
- 1941 – Along the Rio Grande – Pop Edwards
- 1941 – Lady Scarface – związany strażnik (niewymieniony)
- 1941 – All That Money Can Buy – wielebny (niewymieniony)
- 1942 – Wspaniałość Ambersonów – obywatel (niewymieniony)
- 1942 – Tennessee Johnson – urzędnik sądowy (niewymieniony)
- 1944 – Kismet – ogrodnik kalifa (niewymieniony)
- 1944 – Heavenly Days – senator z Południa (niewymieniony)
- 1946 – Colonel Effingham's Raid – człowiek (niewymieniony)
- 1946 – Dragonwyck – farmer (niewymieniony)